# Буфіша
Буфіша (араб. بوفيشة) — місто в Тунісі. Входить до складу вілаєту Сус. Станом на 2004 рік тут проживала 8 701 особа.